# Comunità impegno servizio volontariato
La Comunità impegno servizio volontariato (CISV) è una associazione di volontariato O.N.L.U.S. fondata nel 1961 e riconosciuta dal Ministero degli Esteri italiano.

## Gli inizi
È stata costituita a Torino nel 1961, e, inizialmente svolgeva un'azione di volontariato nell'ambito dei problemi legati all'immigrazione di italiani meridionali, che aveva determinato, spesse volte, condizioni di profonda emarginazione.
Con il mutare delle condizioni sociali nazionali, l'attività del CISV si è spostata verso le situazioni del Sud del mondo, in particolare dei paesi dell'Africa e dell'America Latina. La sua attività è oggi rivolta al sostegno di iniziative in particolare nei campi dell'agricoltura, della sicurezza alimentare, della zootecnia e dell'applicazione delle energie rinnovabili nelle difficili situazioni dei paesi in via di sviluppo, in particolare nel Sahel.

## Iniziative specifiche a favore dell'Africa
Il CISV, insieme ad un ristretto gruppo di ONG italiane, tra loro cooperanti ha ottenuto l'appoggio di quattro tra le principali fondazioni di origine bancaria operanti in Italia, (Compagnia di San Paolo, Fondazione Cariparma, Fondazione Cariplo e Fondazione Monte Paschi di Siena) per una serie di concreti progetti di cooperazione allo sviluppo in Africa raggruppati sotto la sigla Fondazioni4Africa
In particolare l'iniziativa prevista nel Senegal vede coinvolto il CISV. I mezzi finanziari sono dati dalle fondazioni bancarie, l'appoggio è fornito dal Ministero degli esteri, ma ad operare direttamente sul campo, in Senegal, sono, appunto alcune ong italiane, tra cui CISV. Tale progetto coinvolge anche le associazioni dei migranti senegalesi in Italia, con particolare riferimento ad attività di formazione e di assistenza.
In collaborazione con altri enti il CISV prosegue inoltre il programma per conto del ministero degli esteri a favore del Burkina Faso, paese minacciato, come il restante Sahel di disertificazione. Ha compiuto anche un progetto a favore del Burundi (un programma di miglioramento della produzione agrozootecnica e di consolidamento dell'associazionismo contadino).

## Iniziative generali per il Sud del mondo
Gli interventi generali realizzati dal Cisv per i Sud del mondo interessano i seguenti paesi:
Africa
- Benin, Burkina Faso, Burundi, Guinea, Mali, Niger, Senegal

America Latina
- Brasile, Colombia, Guatemala

L'attività svolta riguarda le seguenti aree tematiche:
- microfinanza rurale, gestione delle risorse naturali, agro-zootecnia, diritti umani

## Campi estivi eturismo sostenibile
Il CISV a partire dai primi anni 2000 organizza campi estivi di volontariato. Attualmente questa attività si svolge in Senegal e in Venezuela con l'obiettivo di sperimentare un turismo solidale che permetta ai partecipanti un migliore contatto con le realtà povere del mondo.
Il Cisv ha partecipato alla  Mostra del Turismo sostenibile organizzata da Informagiovani del Comune di Torino per proporre le regole di un turismo responsabile dove a fianco di una sensibilizzazione ai problemi ecologici, si attua una attenzione alle esigenze delle popolazioni locali e al loro sviluppo, specialmente a quello agricolo.

## Sensibilizzazione e comunicazione

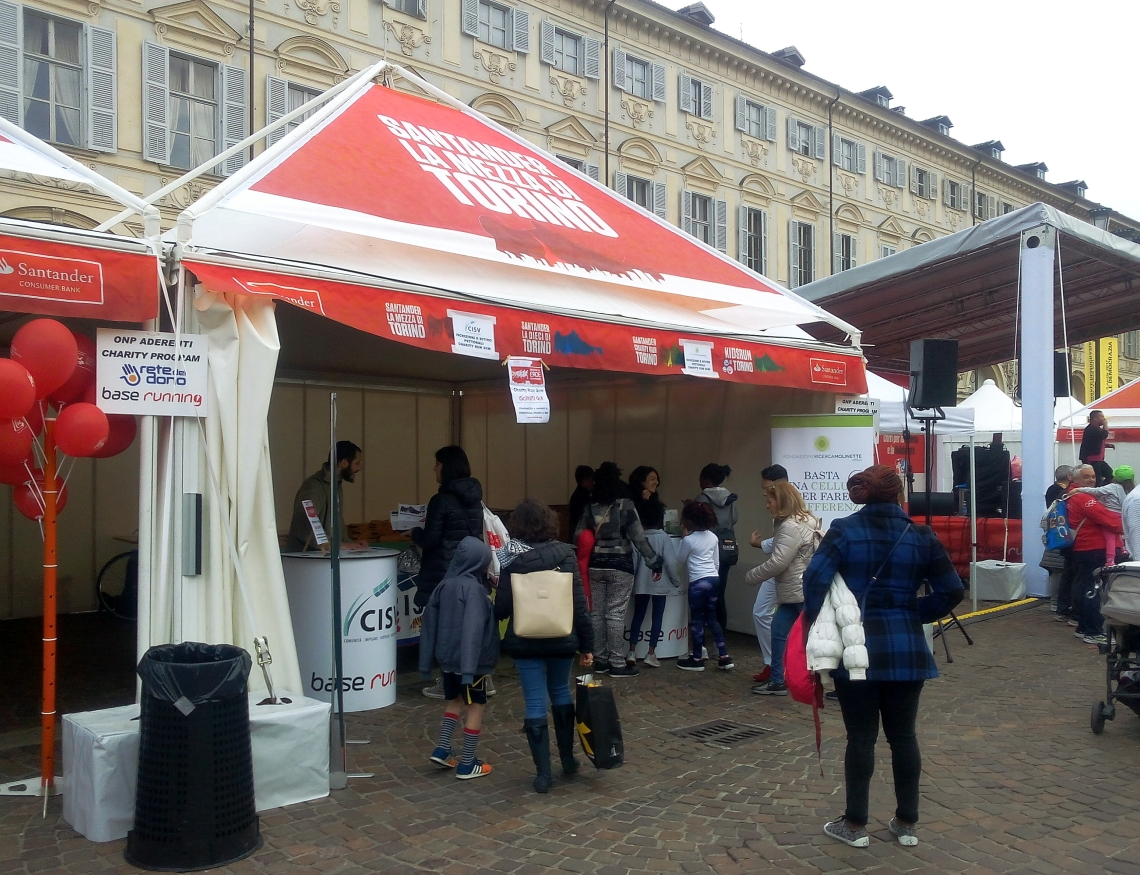
Stand CISV in occasione di una manifestazione sportiva (2017)

Il Cisv opera in Italia con un'azione di educazione e sensibilizzazione dei temi sul Sud del mondo. Sulla base delle caratteristiche di concretezza delle sue proposte, uno dei temi centrali è L'Africa può nutrire se stessa. Partecipa inoltre a vari eventi musicali e sportivi sempre con il duplice scopo della raccolta fondi e della sensibilizzazione del pubblico sui problemi del Sud del mondo. La RAI ha realizzato in alcune occasioni, anche tramite il proprio Segretariato Sociale, documentari e trasmissioni in collaborazione con il CISV.